# Полиморфизм (биология)
Полиморфи́зм в биологии (от др.-греч. πολύμορφος — многообразный) — способность некоторых организмов существовать в состояниях с различной внутренней структурой или в разных внешних формах во время своего жизненного цикла.
Внешний (а также внутренний, например, биохимический) полиморфизм может быть обусловлен внутривидовыми генетическими различиями. С другой стороны, возможен полиморфизм, при котором организмы с практически идентичным геномом в зависимости от внешних условий приобретают различные фенотипические формы.

## Однонуклеотидный полиморфизм
Однонуклеотидный полиморфизм (ОНП, англ. Single nucleotide polymorphism, SNP, произносится как снип) — отличия последовательности ДНК размером в один нуклеотид (A, T, G или C) в геноме (или в другой сравниваемой последовательности) представителей одного вида или между гомологичными участками гомологичных хромосом.